# Pollichthys mauli
Pollichthys mauli är en fiskart som först beskrevs av Poll, 1953.  Pollichthys mauli ingår i släktet Pollichthys och familjen Phosichthyidae. Inga underarter finns listade i Catalogue of Life.